# Gervásio da Cantuária
Gervásio da Cantuária, também conhecido como Gervásio de Canterbury ou Gervase de Canterbury (em latim: Gervasius Dorobornensis; c. 1141, Maidstone, Kent – c. 1210, Cantuária, Kent), foi um monge, cronista e historiador inglês.

## Biografia
Gervásio ingressou como monge na Igreja de Cristo, em Cantuária, por volta de 1163.. Ele foi ordenado por Thomas Becket, o então arcebispo de Cantuária, e serviu como sacristão do mosteiro durante parte da década de 1190. Viveu e escreveu durante um período de grandes tensões políticas e religiosas na Inglaterra.
1. ↑  Gervase of Canterbury – Encyclopædia Britannica

## Obras
Gervásio é autor de duas crônicas históricas de destaque. A primeira, intitulada Chronica, foi iniciada por volta de 1188 e cobre eventos desde o reinado do rei Estêvão da Inglaterra (1135–1154). A segunda, chamada Gesta Regum, traça, com menor detalhamento, os acontecimentos políticos e militares da Grã-Bretanha desde o século I a.C. até cerca de 1209 ou 1210.
As partes mais antigas de ambas as obras são baseadas em fontes anteriores, mas Gervásio é considerado uma autoridade independente e de valor inestimável para os acontecimentos contemporâneos, especialmente a partir de 1188. Suas descrições dos reinados de Ricardo Coração de Leão (1189–1199) e da primeira década do reinado de João Sem Terra (a partir de 1199) são frequentemente citadas por estudiosos modernos.

## Importância histórica
As obras de Gervásio oferecem uma perspectiva interna do monasticismo e da política eclesiástica de sua época, especialmente em relação à disputa entre Thomas Becket e o rei Henrique II. Como testemunha ocular de parte dos eventos que narra, sua obra é uma das mais significativas fontes primárias para o final do século XII e início do século XIII na Inglaterra.